# 帕里什 (紐約州)
帕里什（英語：Parish）是一個位於美國紐約州奧斯威戈縣的鎮。

## 人口
根據2020年美國人口普查的數據，帕里什的面積為109.00平方千米，當中陸地面積為108.48平方千米，而水域面積為0.52平方千米。當地共有人口2398人，而人口密度為每平方千米22人。